# 吉林雏蝗
吉林雏蝗（学名：Chorthippus jilinensis）一种发现于中华人民共和国吉林省长岭县的昆虫，隶属于蝗科雏蝗属，也有资料将雏蝗属其列入蝗总科网翅蝗科（Arcypteridae）。

## 形态特征
正模标本为雌性成虫，体长18.6～20.4毫米，通体呈红褐色，头顶颊部及前胸背板侧片为绿色，后足股节黄褐色，膝部黄色，后足胫节黄白色，胫节刺端部及爪端部为黑色。